# Гармонічний демпфер

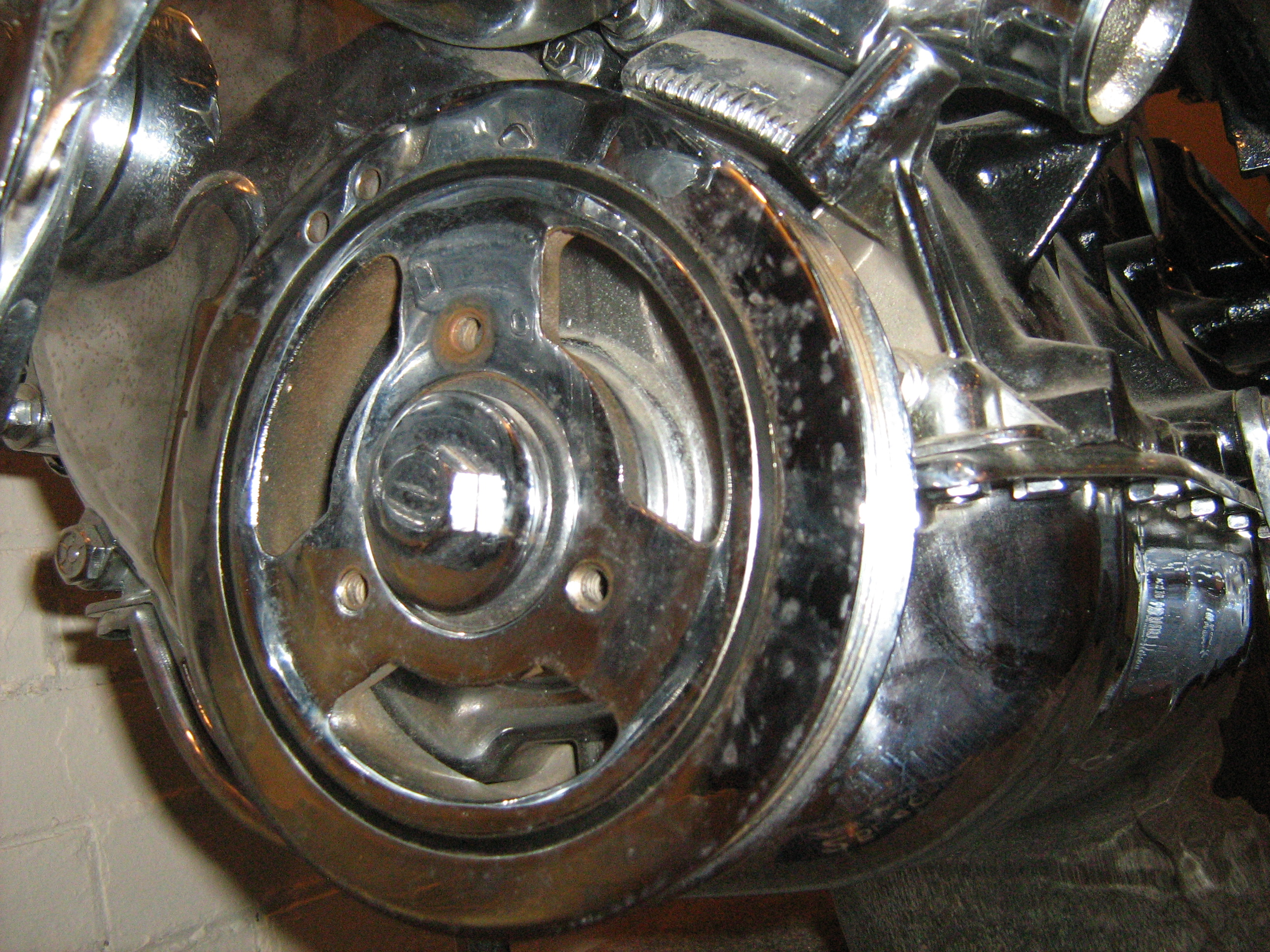
Нижній шків з гармонічним балансиром на чотирициліндровому двигуні

Гармонічний демпфер (демпфером колінчастого вала, торсіонний демпфер або демпфер коливань) — це пристрій, установлений на вільному (додатковому приводі) кінці колінчастого вала двигуна внутрішнього згоряння для протидії крутильним і резонансним коливанням від колінчастого вала. Для ефективної роботи цей пристрій має бути з натягом на колінчастому валу. Посадка з натягом забезпечує ідеальний рух пристрою з колінчастим валом. Це важливо для двигунів з довгими колінчастими валами (таких як рядні шести або восьмирядні двигуни) і двигунів V8 з кривошипами в поперечній площині або двигунів V6 і рядних трьох з нерівномірним порядком запалювання. Гармоніки та торсійні вібрації можуть значно скоротити термін служби колінчастого вала або спричинити миттєву поломку, якщо колінчастий вал працює під час або через посилений резонанс. Демпфери розроблені з певною вагою (масою) і діаметром, які залежать від використовуваного матеріалу/методу демпфування, щоб зменшити механічний Q-фактор або вологий резонанс колінчастого вала.
Гармонічний балансир — це те ж саме, що й гармонічний демпфер, за винятком того, що балансир містить противагу для зовнішнього балансування обертового вузла. Гармонічний балансир часто служить шківом для ременів приводу аксесуарів, які повертають генератор змінного струму, водяна помпа й інші пристрої, що приводяться в рух колінчастим валом.

## Потреба
Потреба в демпфері залежатиме від віку конструкції двигуна, його виробництва, міцності компонентів, корисного діапазону потужності, діапазону обертів і, найголовніше,  якість налаштування двигуна. Налаштування двигуна, особливо в програмах, керованих комп’ютером, може мати серйозний вплив на довговічність,  агресивність звучання, ставить двигун під загрозу детонації, яка може мати катастрофічні наслідки для всіх обертових компонентів вузла. Сучасні (приблизно 1988+) DOHC, SOHC flat 4, flat 6, flat 8 і flat-plane V8 не потребують цього пристрою. З наявністю або без демпфера колінчастий вал певною мірою буде діяти як крутильна пружина. Імпульси, прикладені до колінчастого вала шатунами, будуть «намотувати» цю пружину, яка реагуватиме (як система пружина-маса), розкручуючи та повертаючи назад у протилежному напрямку. Ця обмотка колінчастого вала зазвичай гаситься природним шляхом. Однак при певних швидкостях обертання колінчастого вала така обмотка може накладатися на власну резонансну частоту колінчастого вала, тим самим збільшуючи амплітуду частоти та, можливо, призводячи до пошкодження колінчастого вала.

## Дивись також
- Балансування двигуна